# Maximilian von Poseck
Maximilian von Poseck, nemški general, * 1. oktober 1865, † 18. november 1946.